# Yusuf Uzundag
Yusuf Uzundag (* 1. Juli 1971 in der Türkei) ist ein deutscher Politiker (Bündnis 90/Die Grünen).
Uzundag studierte Erziehungswissenschaften/Pädagogik an der Hacettepe-Universität in Ankara. Seit 1992 lebt er in Deutschland und ist seit 2001 Deutscher Staatsbürger. Tätig ist Uzundag seit 1996 als Sozialarbeiter im Bereich Kinder- und Jugendhilfe – aktuell bei der gemeinnützigen Anlaufstelle für Straßenkinder, derzeit bei Basis und Woge e.V. – im Stadtteil Hamburg-St. Georg am Steindamm.
Bei der Bürgerschaftswahl in Hamburg 2015 kandidierte Uzundag erfolglos für ein Mandat. Bei der Bürgerschaftswahl 2020 zog er über den Landeslistenplatz 30 von Bündnis 90/Die Grünen Hamburg in die Hamburgische Bürgerschaft ein. Zuvor war er neun Jahre – bis 2020 – Abgeordneter in der Bezirksversammlung Hamburg-Altona, dort aktiv in den Fachbereichen Jugendhilfe, Soziales/Integration und Kultur. In der Bürgerschaft war er Mitglied des Europaausschusses, des Ausschusses für Soziales, Arbeit und Integration und des Ausschusses für Familien-, Kinder- und Jugend. Des Weiteren war er Sprecher für freiwilliges Engagement. Bei der Bürgerschaftswahl 2025 verfehlte er den Wiedereinzug in die Bürgerschaft.
Uzundag ist verheiratet, hat eine erwachsene Tochter und lebt im Schanzenviertel.